# Ernst Lauenroth
Ernst Lauenroth (* 12. September 1912 in Berlin; † 1993) war ein deutscher Gebrauchsgrafiker und Plakatkünstler.

## Leben und Werk
Lauenroth absolvierte ab 1926 in einem Berliner Werbeatelier eine grafische Ausbildung. Von 1929 bis 1932 studierte er an der Höheren Graphischen Fachschule Berlin. Danach arbeitete er bis 1940 als Gebrauchsgrafiker in der Berliner Elektroindustrie. Dann nahm er als Soldat der Wehrmacht am Zweiten Weltkrieg teil. Nach der Entlassung aus der Kriegsgefangenschaft arbeitete er in Ostberlin als freischaffender Gebrauchsgrafiker. Er entwarf u. a. Signets, so 1968 für die in Ostberlin beliebte Tanzschule Hadrich, und eine Vielzahl von Veranstaltungsplakaten. So schuf er u. a. von 1951 bis 1966 für den Progress Filmverleih ca. 100 Filmplakate.
Lauenroth war Mitglied des Verbands Bildender Künstler der DDR.

## Ausstellungen (mutmaßlich unvollständig)
- 1952: Bautzen, Görlitz und Zittau (Wanderausstellung „Berliner Künstler“)
- 1962 bis 1973: Dresden, Fünfte bis VII. Deutsche Kunstausstellung
- 1976 und 1982: Berlin, Bezirkskunstausstellungen